# Música es
Musica è (conocido como Música es en su versión española) es el nombre de un mini-álbum y cuarto álbum de estudio grabado por el cantautor italiano de los géneros pop/rock Eros Ramazzotti. Este álbum fue producido por Piero Cassano y lanzado al mercado bajo el sello discográfico BMG en 1988. Existen dos versiones; un lanzamiento de cinco pistas y una versión extendida de ocho temas que incluye dos canciones remezclas de del disco anterior del intérprete En ciertos momentos (1987).

## Lista de canciones
(Todos compuestos por Pierangelo Cassano, Adelio Cogliati y Eros Ramazzotti)
Versión de cinco temas en italiano
1. «Musica è»  - 11:00
2. "Ti sposerò perché" - 4:02
3. «In segno d'amicizia» - 3:53
4. «Solo con te» - 5:04
5. «Uno di noi» - 3:51

Versión de ocho temas
1. «Musica è» - 11:00
2. «La luce buona delle stelle» (remix) - 4:47
3. «Ti sposerò perché» - 4:02
4. «In segno d'amicizia» - 3:53
5. «Solo con te» - 5:04
6. «Uno di noi» - 3:51
7. «Voglio volare» - 3:38
8. «Occhi di speranza» (remix) - 3:16

- Fuente:[1]

Versión de siete temas en español
1. Música es (Musica è) - 11:00
2. Así son los amigos (In segno d'amicizia) - 3:53
3. Somos de hoy (Uno di noi) - 3:51
4. Completamente enamorados (Uno nuevo amore) - 4:13
5. Por ti me casaré (Ti sposerò perché) - 4:01
6. Y me rebelo (E mi ribello) - 4:21
7. Nada sin ti (Solo con te) - 5:05

## Personal
| - Maurizio Bassi - arreglo - Felicia Bongiovanni - coro - Piero Bravin - ingeniería - Piero Cassano - composición, remezcla, producción - Maurizio Cei - coro - Adelio Cogliati - composición - Stuart Elliot - batería - Lella Esposito - coro - John Etchells - ingeniería - Moreno Ferrara - coro - Mo Foster - bajo, bajo eléctrico | - Paolo Gianolio - bajo, guitarra, guitarra eléctrica - Jacopo Jacopetti - saxófono - Patsy Kensit - composición - Giamba Lizzori - ingeniería - Serse Mai - teclado, programación - Betty Maineri - coro - Paolo Mescoli - ingeniería, remezcla - Silvio Pozzoli - coro - Eros Ramazzotti - composición, guitarra, voz - Celso Valli - arreglo, producción de audio, teclado, conducción, piano. |

Fuente: